# Petru Caraman (matematician)
Petru P. Caraman (n. 20 iunie 1930, București, România – d. 8 februarie 2021, Iași, România) a fost un matematician român și senator în județul Iași pe listele partidului PNȚCD (1996-2000), fiu al etnologului și filologului Petru Caraman (membru post mortem al Academiei Române). În cadrul activității sale parlamentare, Petru Caraman a fost membru în grupurile parlamentare de prietenie cu Australia și Finlanda. Petru Caraman a fost membru în comisia pentru învățământ, știință, tineret și sport, și a inițiat nouă propuneri legislative din care una a fost promulgată lege.

## Biografie
Petru P. Caraman s-a născut în data de 20 iunie 1930, la București. A fost admis primul la examenul de admitere la Facultatea de Medicină din Iași, în anul 1949, însă examenul i-a fost anulat direct de către ministrul comunist Vasile Mârza, pentru vina de a fi fiul celui mai mare etnograf din sud-estul Europei. Obligat fiind de regimul comunist, s-a readaptat intelectual și profesional urmând cursurile Facultății de Matematică-Fizică, pe care a absolvit-o în 1953. A fost cercetător științific la Institutul de Matematică al Academiei Române, Filiala Iași, obținând în anul 1962 titlul de doctor în matematică. Este autor a sute de lucrări publicate atât în țară, cât și în Finlanda, Franța, Italia, Polonia, Japonia, Germania și Anglia. A fost premiat de Academia Română în anul 1968, în 1972 a devenit doctor docent și membru al American Mathematical Society, iar în 1992 a devenit membru al Societății Matematicienilor din România. A participat la congrese științifice internaționale, organizate în Bulgaria, Finlanda, Franța, Germania, Italia, Polonia, SUA, URSS și în alte țări.
A fost fiul savantului etnograf Petru Caraman, epurat de la Universitatea din Iași în anul 1947, care, printre altele, a făcut parte dintr-un grup de rezistență condus de preotul Dumitru Sandu Matei. Mama sa a fost Alice Caraman, fiica lui Joseph Julius Sibi, consul francez la Iași, și sora binecunoscutei Charlotte Sibi, cea mai proeminentă figură a laicatului romano-catolic din Dieceza de Iași. Întreaga sa viață s-a străduit să urmeze modelul de viață pe care l-a reprezentat tatăl său. Alice Crihălmeanu, mama episcopului greco-catolic de Cluj-Gherla,  Florentin Crihălmeanu (trecut la Domnul, pe 12 ianuarie 2021), a fost sora sa. Petru P. Caraman, unchiul episcopului, i-a purtat nepotului său un respect deosebit.
După căderea regimului comunist Petru P. Caraman a condus, la Iași, Asociația Solidaritatea Universitară și a activat în asociațiile civice și monarhiste care militau în perioada respectivă pentru democratizarea țării și pentru revenirea Regelui Mihai în România. A fost totodată un animator al Alianței Civice și colaborator al Asociației Foștilor Deținuți Politici, făcându-se remarcat în cadrul marilor mitinguri ale opoziției democratice din perioada 1990-1996. În perioada 1996-2000 a fost senator în Parlamentul României din partea Partidului Național Țărănesc Creștin Democrat, unde s-a făcut remarcat prin diverse inițiative legislative și declarații parlamentare, inclusiv pentru retrocedarea tezaurului României aflat la Moscova.
A fost un participant asiduu la sesiunile de comunicări științifice organizate de Memorialul Sighet, condus de scriitorii Romulus Rusan și Ana Blandiana, participând, de asemenea, la publicații prestigioase cu articole de factură istorică și memorialistică. A fost constant preocupat de ideea creării unei baze de date referitoare la crimele Securității și ale regimului comunist românesc și a susținut comunicări istorice cu o mare pasiune, folosind un stil propriu, documentat și precis, dovedind astfel că un strălucit matematician poate excela și în științele umaniste.
Profesorul Petru P. Caraman a considerat drept o datorie de onoare imperativul rememorării victimelor regimului comunist, cu referire la tinerii României care n-au fost spectatori pasivi ai instaurării comunismului românesc, ci, dimpotrivă, au luptat până la sacrificiu. Prin atitudinea sa civică și prin articolele de deconspirare a regimului comunist, a oferit un model demn de urmat chiar pentru istoricii anilor `90, neinteresați de sistemul represiv concentraționar și sacrificiul unor generații de români.
Mai puțin cunoscut astăzi este faptul că profesorul Petru P. Caraman a fost un apropiat și un colaborator de încredere al episcopului romano-catolic de Iași, Petru Gherghel, contribuind la recuperarea de către Biserica catolică locală a unor proprietăți confiscate de autoritățile comuniste în anii `50, prin identificarea documentelor de proprietate în cadrul Arhivelor Naționale ale României. De asemenea, cu binecuvântarea Excelenței Sale, Petru Gherghel, senatorul Petru P. Caraman a efectuat în anii 1996-1997 o serie de cercetări în arhivele fostei Securități, arhivele Direcției Generale a Penitenciarelor și ale Penitenciarului Jilava, care au vizat descoperirea dosarelor episcopului martir Anton Durcovici, ale preotului martir Dumitru Sandu Matei, ale preotului profesor Rafael Friedrich și altele.
"De la agonie la extaz și înapoi la agonie" se pot caracteriza astăzi acei ani în care profesorul senator Petru P. Caraman s-a aflat pe urmele martirilor din regimul comnist, în încercarea disperată de a găsi câte ceva dintre obiectele personale ale episcopului romano-catolic de Iași, Anton Durcovici, pe care, generalul de Securitate Ady Ladislau le-a sustras din săculețul episcopului, pe când ierarhul se afla încarcerat la Penitenciarul din Sighet, și-anume inelul episcopal, crucea pectorală, ceasul și altele.
Senatorul Petru P. Caraman a militat pentru protejaarea intereselor și a dreptului Bisericii la propria sa memorie, fiind cel care găsea întotdeauna calea de a deschide ușile ferecate ale instituțiilor militare și civile succesoare ale fostelor organisme de represiune din perioada dictaturii comuniste. Descurajat, în anul 1998, senatorul Petru P. Caraman mărturisea faptul că aproape nimeni în România, nici partidul politic pe care îl reprezenta în Parlament, cu excepția "Memorialului Sighet", a Asociației Foștilor Deținuți Politici și a emisiunii Memorialul Durerii realizată de doamna Lucia Hossu Longin, nu manifesta interes pentru recuperarea memoriei martirilor și a victimelor regimului comunist. "Cauza Durcovici" îi datorează enorm ilustrului matematician și "om al Cetății", Petru P. Caraman, care a promovat-o cu ocazia unor manifestări științifice și chiar de la tribuna Parlamentului. A avut de asemenea un rol esențial în desecretizarea dosarului Părintelui Dumitru Sandu Matei, executat prin împușcare la 21 februarie 1951, de care se simțea atașat personal, preotul Matei fiind cel care contribuise într-o perioadă la formarea sa spirituală.

## Contribuții științifice
Activitatea sa științifică se înscrie cu precădere în domeniul geometriei diferențiale. A studiat familiile de hipersuprafețe izoterme, geodezia paralelelor și în domeniul analizei matematice, teoria funcțiilor și topologie. A introdus noțiunea de mulțime derivată slabă. De asemenea, proprietățile reprezentărilor cvasiconforme le-a aplicat la mecanica fluidelor.
Cea mai valoroasă lucrare a sa o constituie teza sa de doctorat intitulată "Reprezentări cvasiconforme n-dimensionale", susținută în 1962.

## Decesul
S-a stins, la vârsta de 90 de ani, după aproape două decenii de suferință, adăugate la finele vieții deceniilor tinereții, marcate de experiența traumatizantă a persecuției, terorii și interzicerii accesului la studii. În deceniile de sub regimul ceaușist a luptat în permanență cu sistemul, care i-a refuzat dreptul la o catedră universitară. Prin dispariția sa, Iașiul și comunitatea academică au pierdut o personalitate de talie internațională și un lider al societății civile postdecembriste.